# ساعة الزمن الطويل

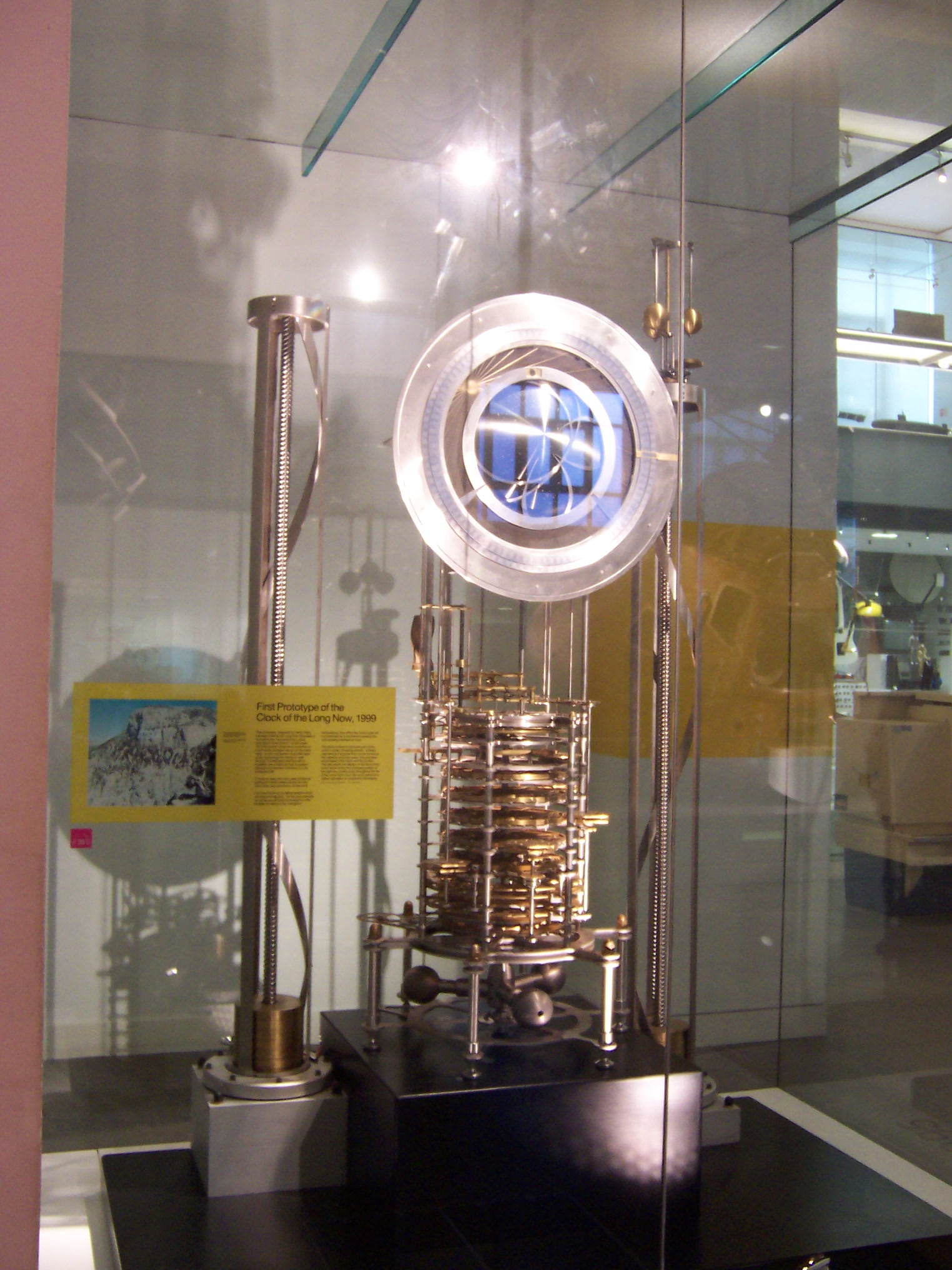
نموذج أولي لساعة "لونغ ناو" معروض في متحف العلوم بلندن

ساعة لونغ ناو (بالإنجليزية:Clock of the Long Now)،وتُعرف أيضًا باسم , ساعة العشرة آلاف سنة . هي مشروع هندسي وفلسفي لتصميم ساعة ميكانيكية قادرة على العمل بدقة لمدة عشرة آلاف سنة. يجري بناء الساعة تحت إشراف مؤسسة، لونغ ناو (The Long Now Foundation)، وقد صُمّمت لتكون رمزًا للتفكير بعيد المدى والتخطيط عبر الأجيال.

## أهداف الساعة
تهدف الساعة إلى:
- تجسيد مفهوم الزمن العميق (Deep Time)
- إعادة تشكيل تصور البشر عن المستقبل
- إلهام التفكير بعيد المدى مثلما ألهمت صور الأرض من الفضاء التفكير البيئ

## التصميم والمواصفات
المبادئ الخمسة في التصميم:
- الاستمرارية: أن تبقى الساعة دقيقة لمدة 10,000 سنة.
- الشفافية: أن تكون مفهومة دون الحاجة إلى تفكيكها.
- القابلية للصيانة: باستخدام أدوات بسيطة تعادل العصر البرونزي.
- القابلية للتطور: يمكن تحديث أجزائها مستقبلًا.
- القابلية للتوسعة: عبر نماذج أصغر لاختبار التصميم

## مصدر الطاقة
تعمل الساعة بطاقة الجاذبية (ثقل متدلٍّ يحتاج لتدوير يدوي). وفي حالة غياب البشر، تعتمد على فرق الحرارة بين الليل والنهار الجبلي لتوليد الطاقة

## آلية التوقيت
الساعة تجمع بين دقة المصدر الشمسي (غير منتظم بسبب الغيوم) واستقرار النواس الميكانيكي، باستخدام منظومة ميكانيكية تشبه الحواسيب الرقمية البدائية لتعديل الانحراف.

## عرض الوقت
تعرض الساعة:
- موقع الشمس والقمر
- أطوار القمر
- السنة الحالية بصيغة خماسية (02000 مثلاً)
- حقل نجوم يعكس حركة الأرض ودورانها المحوري

## رمزية المشروع وداعموه
- يُعد الفنان بريان إينو من المساهمين في تسمية الساعة بـ”لونغ ناو”، كما شارك في تأليف موسيقى الأجراس.
- ألهم المشروع الكاتب نيل ستيفنسون في روايته ‘‘Anathem’’، وتبرع بعوائد نسخ خاصة لدعم المشروع.
- يدعم المشروع أيضًا “مشروع روزيتا” لحفظ اللغات، ومبادرة “الرهانات الطويلة” المعنية بالتنبؤات بعيدة المدى